# Принцесса де Монпансье (фильм)
«Принцесса де Монпансье» (фр. Lа Princesse de Montpensier) — широкоформатный исторический фильм Бертрана Тавернье (2010), снятый по одноимённой новелле госпожи де Лафайет.

## Сюжет
Во Франции бушуют Религиозные войны. Прекрасная дочь маркиза де Мезьера, последнего потомка анжуйских Валуа, обещана в жёны герцогу де Майенну, однако увлечена его старшим братом Генрихом де Гизом. Вопреки её воле родители, поддавшись на уговоры близкого к королевской семье герцога де Монпансье, выдают Мари за его сына Филиппа.
Сразу после брачной ночи молодой муж отбывает на войну, оставив Мари в уединённом замке на попечении своего воспитателя, графа де Шабанна. Граф постепенно влюбляется в свою новую ученицу. Распущенный герцог Анжуйский, будучи наслышан о её красоте, также мечтает завоевать сердце Мари и пытается заманить её в кипящий интригами Лувр, где окружённая астрологами королева Екатерина Медичи готовит Варфоломеевскую ночь.
Девушке предстоит сделать нелёгкий выбор между четырьмя влюблёнными в неё аристократами, которые, по замыслу госпожи де Лафайет, представляют четыре типа любви — ревнивую (принц де Монпансье), отеческую (граф де Шабанн), тщеславную (герцог де Гиз) и скучающую (герцог Анжуйский). Бурление страстей в душах главных героев созвучно неспокойной обстановке в стране, которая служит фоном рассказа.

## Историческая подоплёка
Любовные связи действующих лиц полностью вымышлены госпожой де Лафайет. Прототипа главной героини звали не Мари, а Рене, а её мужа — не Филипп, а Франсуа. Титула «принц де Монпансье» никогда не существовало: хотя в роду Бурбонов-Монпансье использовался титул «принц де Ла-Рош-сюр-Йон», его всегда носил глава семейства. Создатели фильма весьма вольно обошлись с фабулой новеллы, насытив историческое полотно пикантными моментами и сценами, которые были немыслимы в произведении XVII века. Реальный Франсуа де Монпансье верой и правдой служил герцогу Анжуйскому, после вступления того на престол удостоившись титула герцога де Сен-Фаржо. Его род закончился на внучке, Марии де Бурбон-Монпансье, которая вышла замуж за Гастона Орлеанского.
В Средние века распространёнными предлогами для разводов служили утверждения жены о половом бессилии мужа либо мужа о том, что в первую брачную ночь молодая оказалась вовсе не девственницей. Чтобы исключить взаимные подозрения, в первую брачную ночь представители семейств брачующихся дежурили в их спальне. Эта странная публичная церемония нашла отражение и в фильме.

## Литературная подоплёка
В силу краткости новеллы госпожи де Лафайет сценарий был дополнен многочисленными сценами, которые отсутствовали в оригинале. Было написано множество отсутствующих в тексте диалогов. Сместились и этические акценты. Если госпожа де Лафайет морализирует на тему гибельности любовных страстей, которые терзают всех пятерых персонажей её рассказа, то в фильме упор сделан на теме «воспитания чувств» — самостоятельности главной героини, её верности велениям сердца, на жизненной мудрости, которую приносят любовные треволнения.

## В ролях
- Мелани Тьерри — Мари де Мезьер, в замужестве принцесса де Монпансье
- Гаспар Ульель — Анри де Гиз по прозвищу «Меченый»
- Ламбер Вильсон — граф де Шабанн
- Грегуар Лепренс-Ренге — принц Филипп де Монпансье, сын герцога де Монпансье, внучатый племянник Франциска I
- Рафаэль Персонна — герцог Анжуйский, брат короля и наследник престола
- Эвелина Мегханги — Екатерина Медичи
- Кристина Брюшер — герцогиня де Монпансье
- Жюдит Шемла — Екатерина Лотарингская
- Мишель Виллермо — герцог де Монпансье
- Сесар Домбой — Шарль де Гиз, герцог Майеннский

## Работа над фильмом
Тавернье присоединился к проекту экранизации новеллы, когда был уже готов первый вариант сценария. Среди сложностей работы над историческим фильмом он называет съёмку лошадей наиболее естественным способом и с наиболее выигрышных ракурсов. Тавернье говорит, что ориентировался на старые вестерны, где большая часть разговоров ведётся в седле и притом выглядит это вполне натурально. Всем актёрам, кроме Вильсона и Персонна, специально для фильма пришлось учиться езде верхом.
Тавернье отказался от архивно-скрупулёзного воспроизведения костюмов и церемоний изображаемой эпохи: «В художественном отношении мы пытались любой ценой избежать уклона в историческую реконструкцию. По этой причине я отказался опираться на картины художников. Люди на портретах того времени специально принаряжены ради такого случая. Результат далёк от реальности. Обожаю „Королеву Марго“ Патриса Шеро за то, что действующих лиц этого фильма чаще видишь в рубашках, а не в пышных нарядах. Пытаться передрать с картин обряды и церемонии той эпохи — всё равно, что пытаться изобразить работу крестьян в полях, отталкиваясь от их свадебных фотографий. Вот почему в нашем фильме никто не носит жабо, столь характерные для XVI века».
Бюджет фильма превысил 13 млн евро. Премьера ленты состоялась на Каннском кинофестивале 2010 г., где она была представлена в конкурсной программе. Во Франции фильм вышел в прокат 3 ноября 2010 г., в России — 9 декабря того же года.

Места съёмок
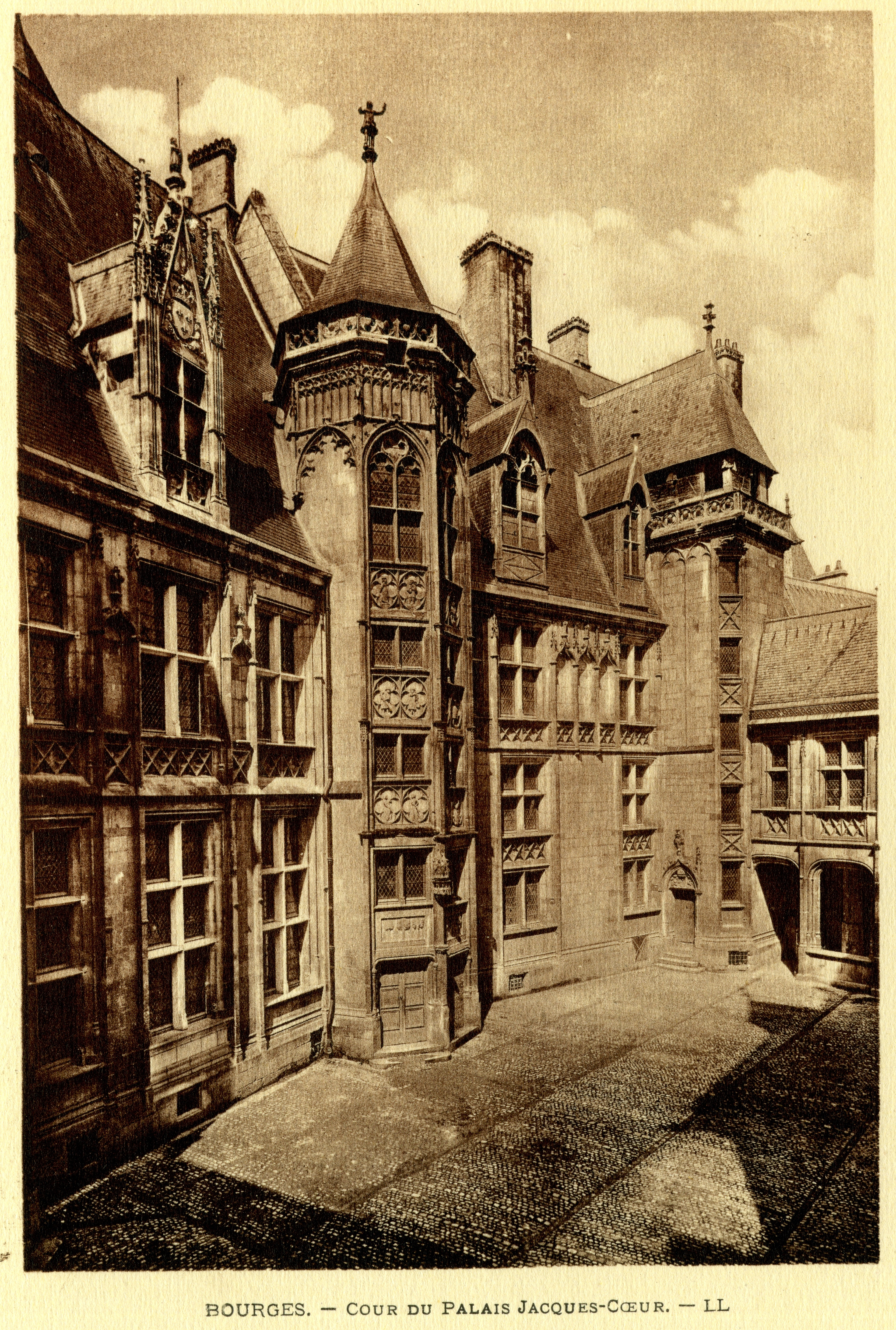
Дворец Жака Кёра, Бурж
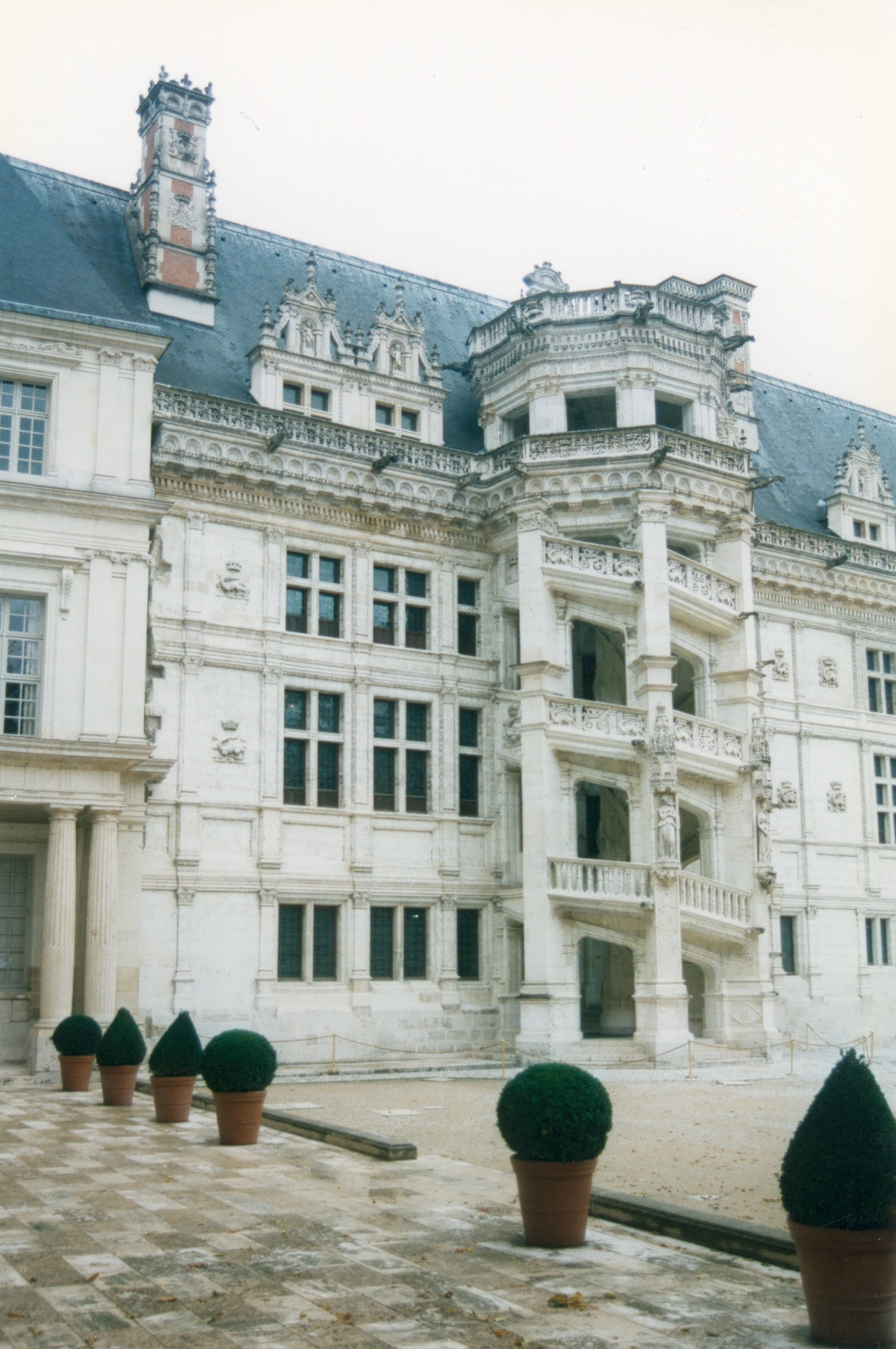
Замок Блуа
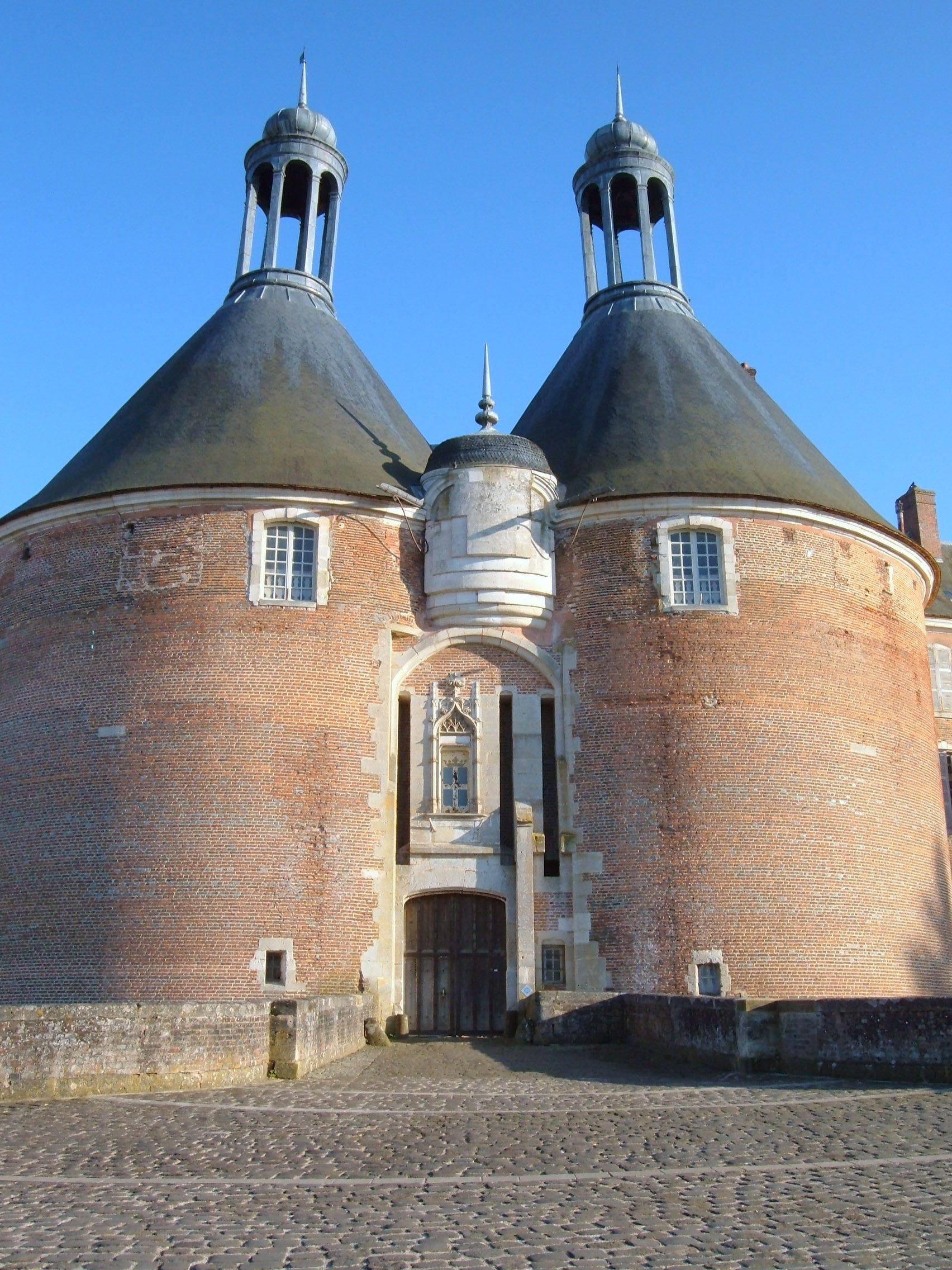
Замок Сен-Фаржо
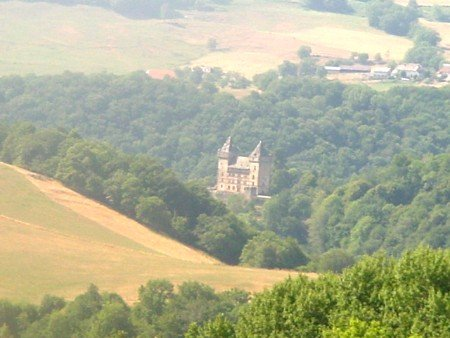
Замок Месильяк
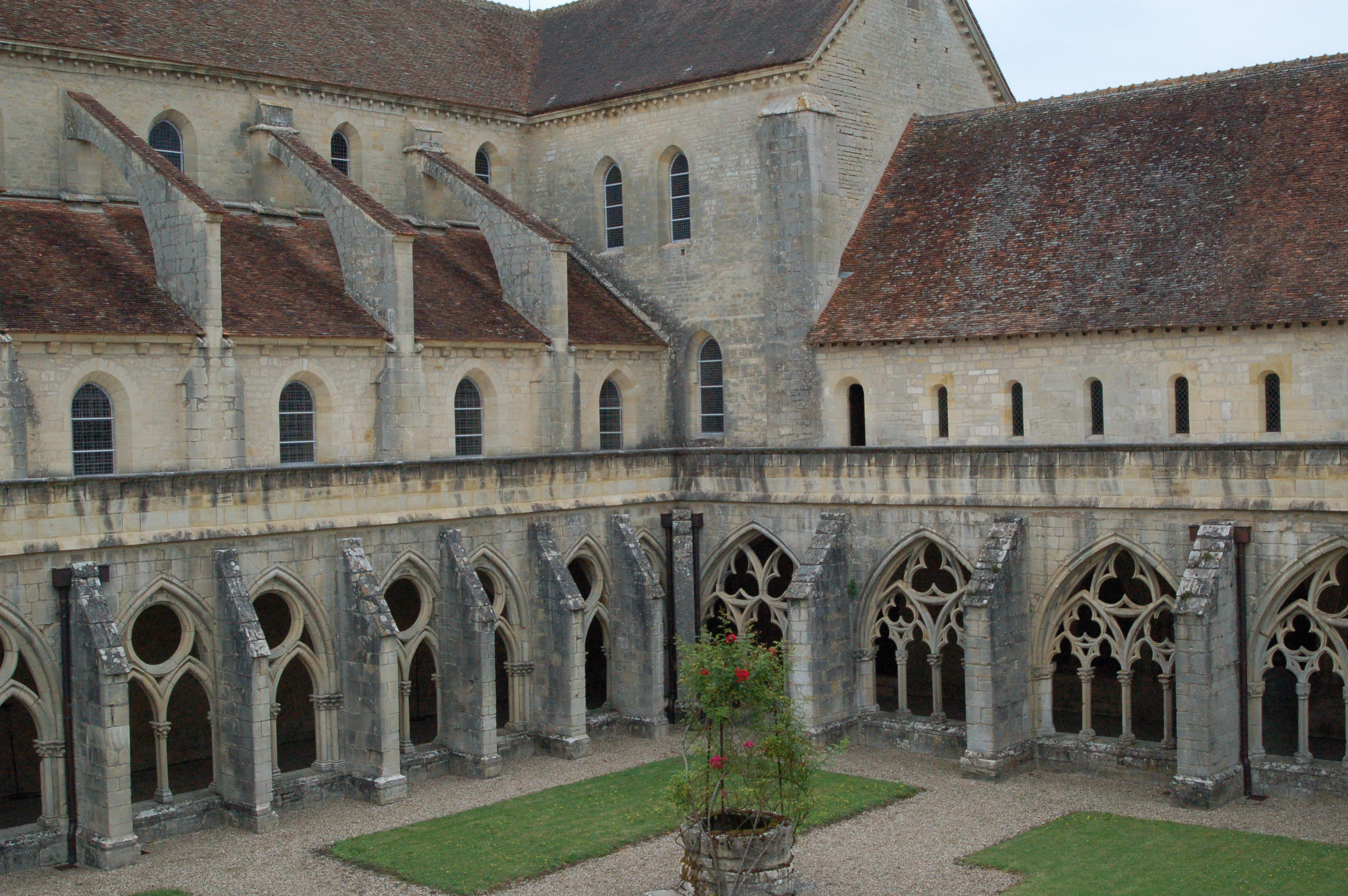
Аббатство Нуарлак
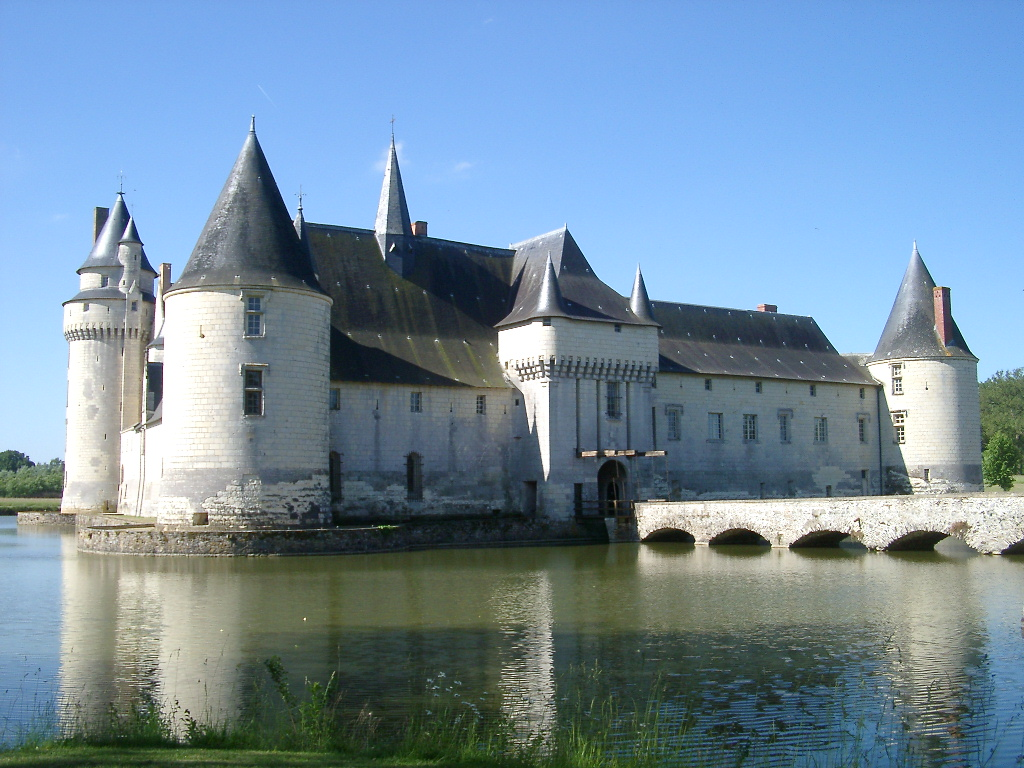
Замок Плесси-Бурре
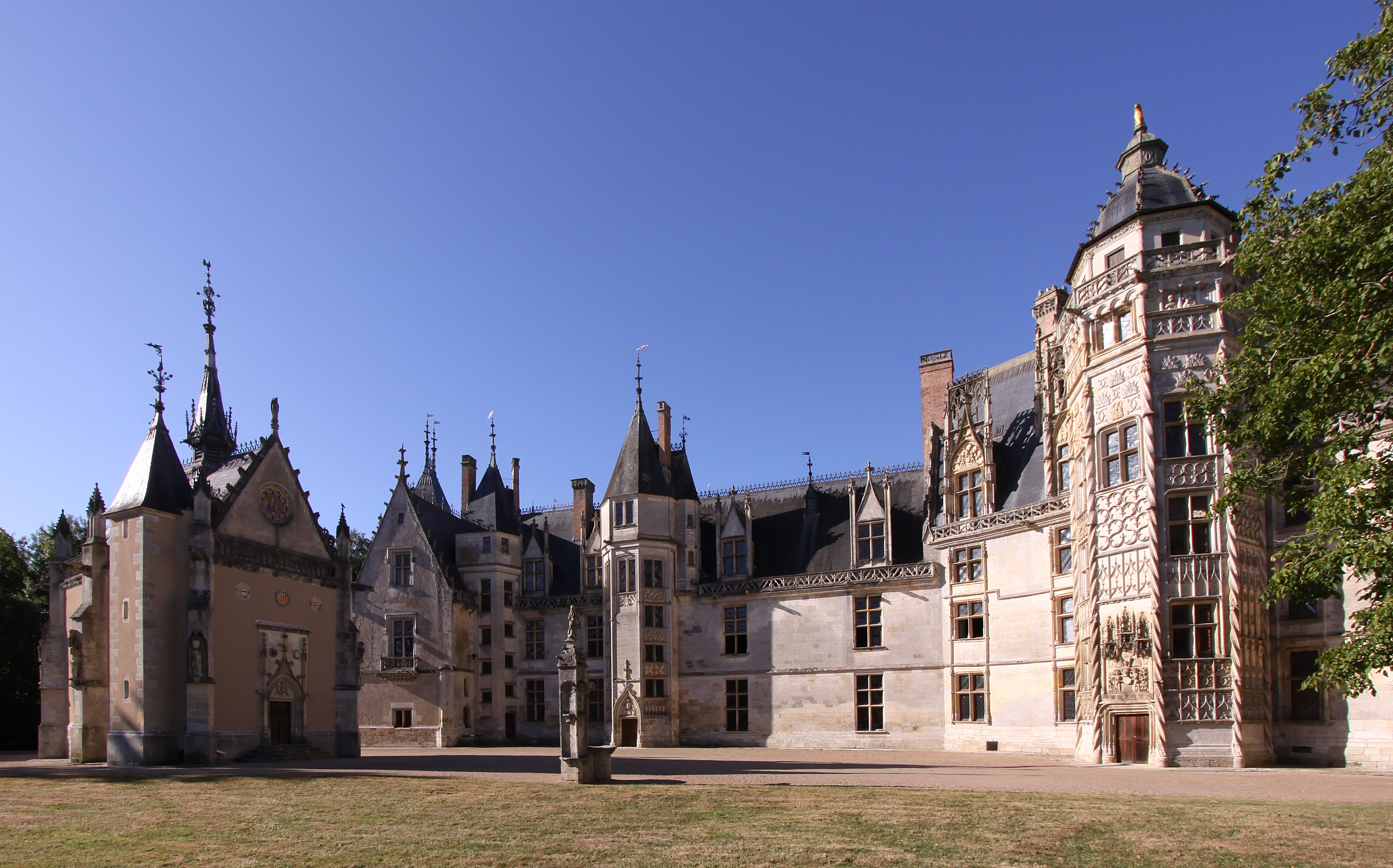
Замок Мейан
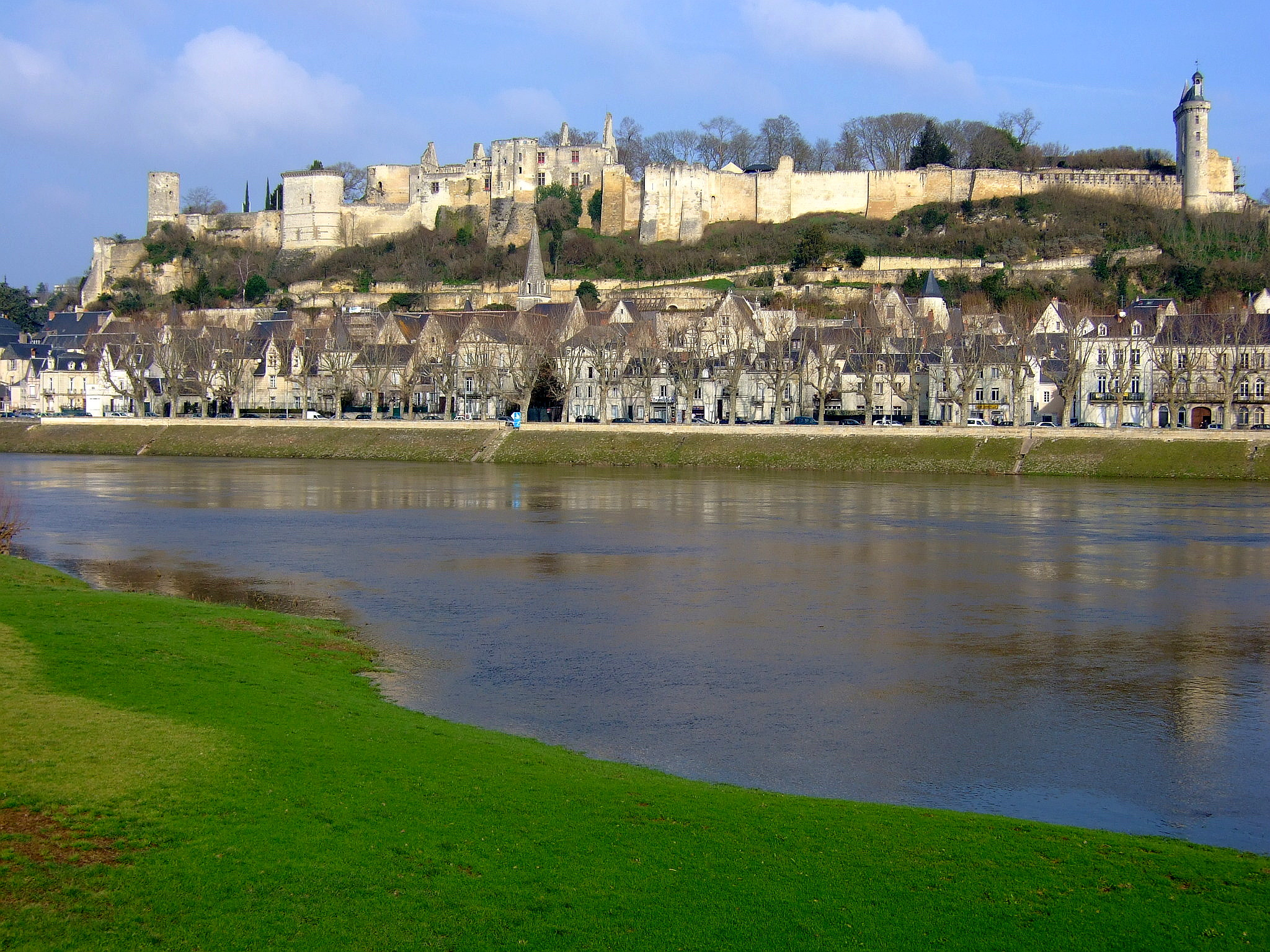
Шинон